# 옴스크역
옴스크역(러시아어: Омск-Пассажирский)은 러시아 시베리아 연방관구 옴스크에 있는 역으로, 시베리아 횡단철도의 역이다.

## 사진

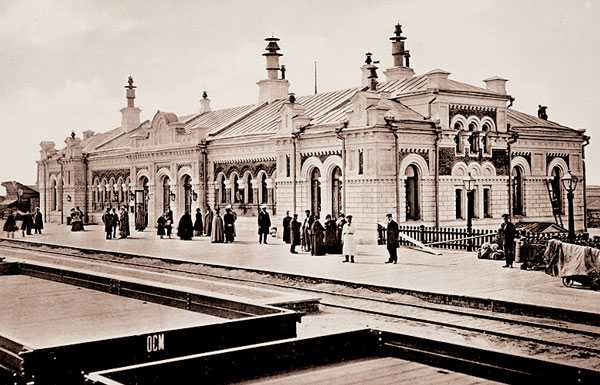
1900년대 초기 역사
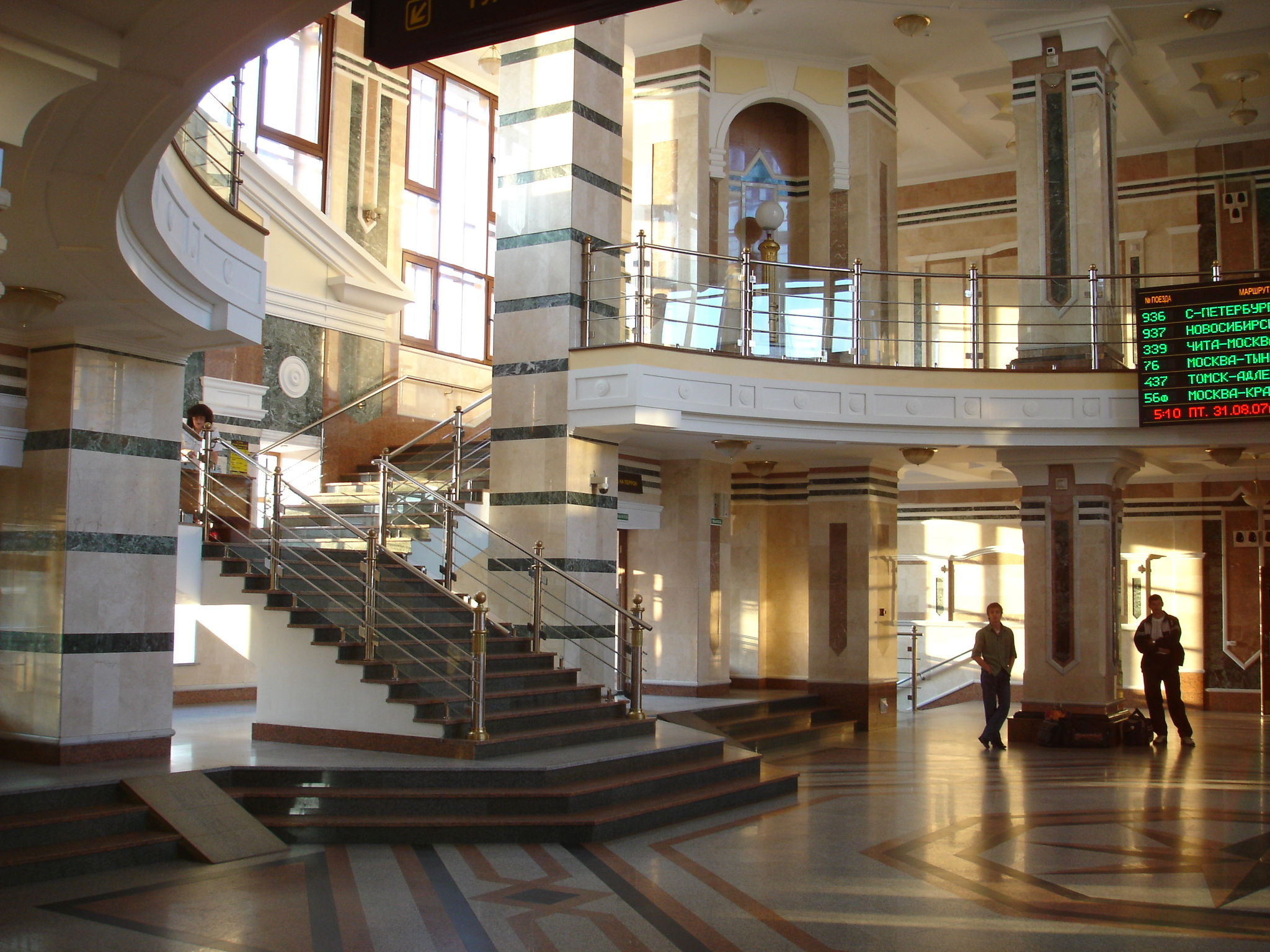
로비
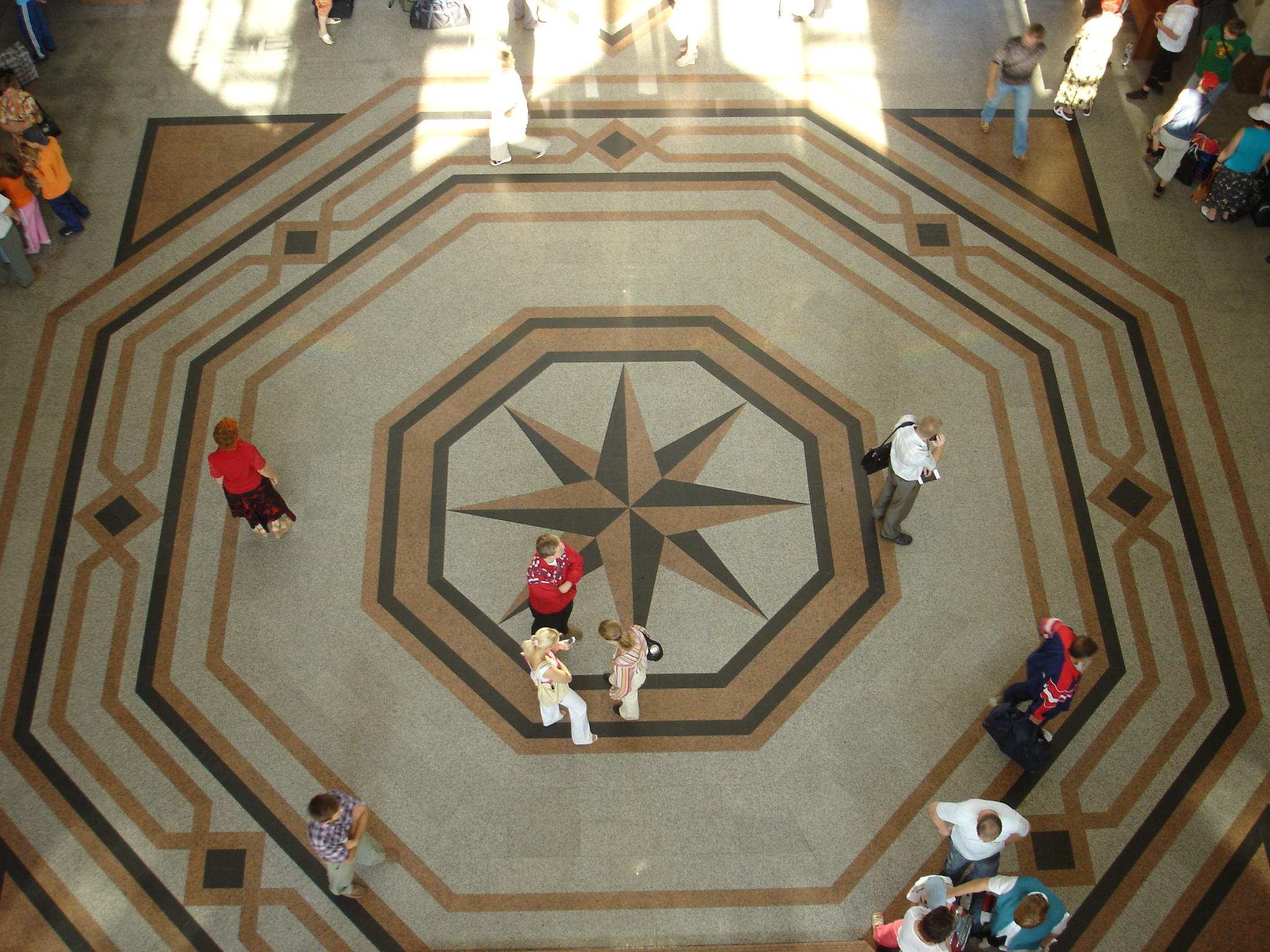
중앙 홀 바닥 장식 타일
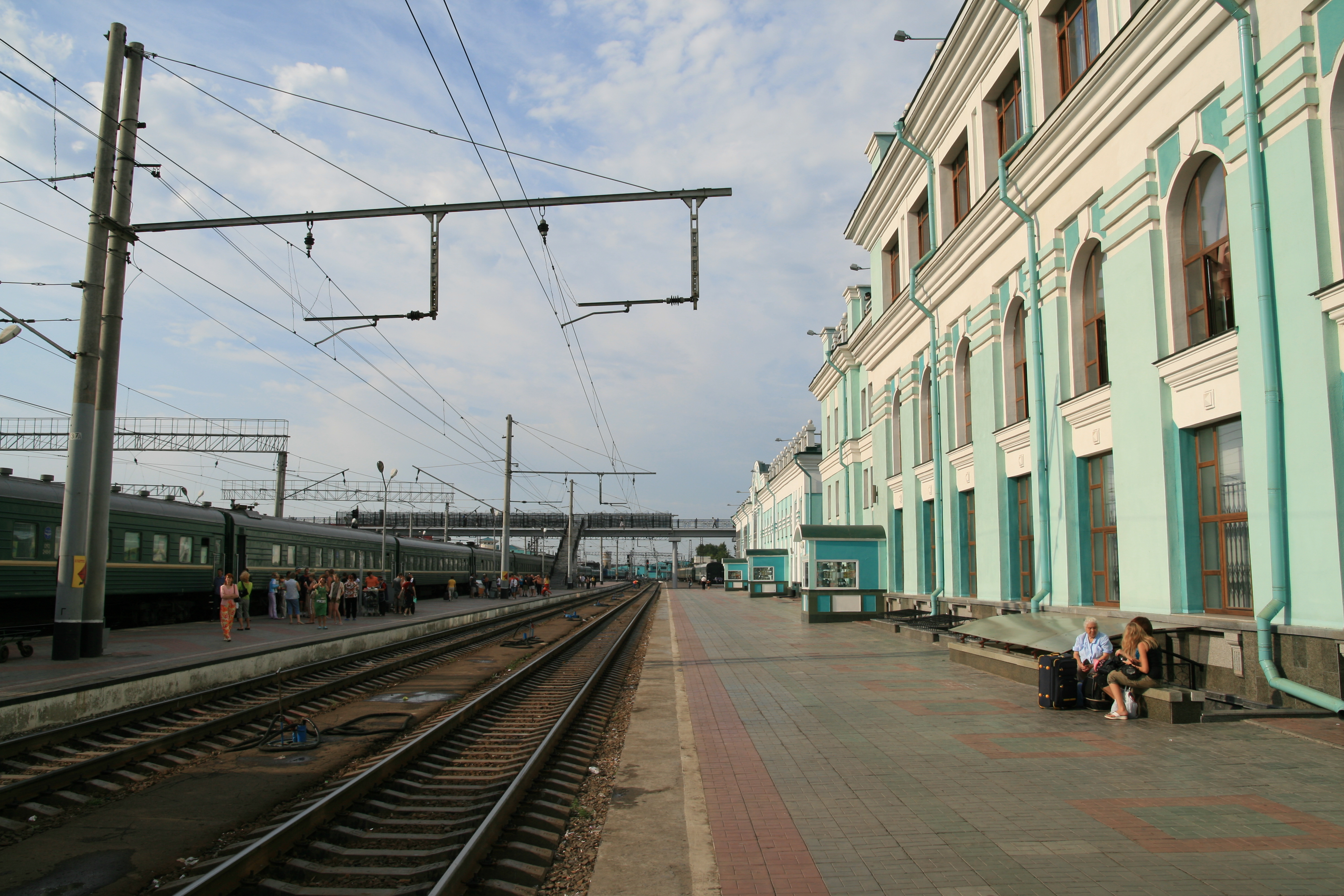
메인 플랫폼